# Return to Cookie Mountain
Return to Cookie Mountain är ett musikalbum av den amerikanska alternativa musikgruppen TV on the Radio utgivet 2006 på skivbolaget 4AD. Det var gruppens andra studioalbum och låtarna "Wolf Like Me" och "Province" gavs ut som singlar från det. Albumet fick vid lanseringen ett övervägande mycket gott mottagande. Det listades av Pitchfork som det andra bästa albumet 2006.

## Låtlista
(upphovsman inom parentes)
1. "I Was a Lover" (Kyp Malone, David Andrew Sitek) – 4:21
2. "Hours" (Tunde Adebimpe) – 3:55
3. "Province" (Malone, Sitek) – 4:37
4. "Playhouses" (Malone) – 5:11
5. "Wolf Like Me" (Adebimpe) – 4:39
6. "A Method" (Adebimpe) – 4:25
7. "Let the Devil In" (Malone) – 4:27
8. "Dirtywhirl" (Adebimpe) – 4:15
9. "Blues from Down Here" (Malone) – 5:17
10. "Tonight" (Adebimpe) – 6:53
11. "Wash the Day" (Malone, Sitek, Adebimpe) – 8:08

## Listplaceringar
- Billboard 200, USA: #41[2]
- UK Albums Chart, Storbritannien: #90[3]
- Frankrike: #60[4]
- Sverigetopplistan: #56[5]